# Jan Chryzostom Michałkowski
Jan Chryzostom Michałkowski (ur. w styczniu 1914 w Jerce, zm. 26 grudnia 1943 w Mittelbau-Dora) – polski prezbiter katolicki, filipin, Sługa Boży Kościoła katolickiego.
Pochodził z chłopskiej rodziny. Ukończywszy w 1933 roku gimnazjum w Gostyniu podjął studia filozoficzno - teologiczne w Wyższym Seminarium Duchownym w Tarnowie. Święcenia kapłańskie przyjął z rąk ks. bp. Franciszka Lisowskiego 29 czerwca 1938 roku.
Pierwsze posługi spełniał w bazylice na Świętej Górze, a następnie wyjechał do nowo powstałego ośrodka filipinów w miejscowości Nowy Oleksiniec na Wołyniu. Po wybuchu II wojny światowej tereny te znalazły się w radzieckiej strefie okupacyjnej co wykluczyło możliwość prowadzenia działalności duszpasterskiej. Na polecenie przełożonego Jan Chryzostom Michałkowski wyjechał do Lwowa skąd został deportowany do obozu przejściowego w Czechach. Do Tarnowa trafił w końcu sierpnia 1940 roku i stąd skierowany został (10.09.1940r.) do posługi w Studziannie. Ostatnim jego przydziałem była praca w charakterze wikariusza parafii w Sadach-Kolonii, którą podjął 1 lutego 1941r.
Aresztowany został 22 sierpnia 1943 roku, gdy wstawił się za zatrzymanym przez żandarmerię niemiecką. Trafił do więzienia Gestapo w Radomiu, skąd przewieziono go do niemieckiego obozu koncentracyjnego Auschwitz-Birkenau. W obozie Buchenwald otrzymał obozowy numer 34091 i przydzielono go pracy w kamieniołomach. Zmarł z wycieńczenia w Mittelbau-Dora.
Jan Chryzostom Michałkowski był w młodości członkiem Sodalicji Mariańskiej. Jako kapłan był uznanym kaznodzieją prowadząc między innymi rekolekcje wielkopostne. Uczestniczył też jako wykładowca w tajnych kompletach. W relacji świadków szczególną czcią darzył Matkę Bożą, adorując jej wizerunek w bazylice na Świętej Górze, zaś w obozie koncentracyjnym zachował kapłańską godność.
Jest jednym z 122 Sług Bożych, wobec których 17 września 2003 roku rozpoczął się proces beatyfikacyjny drugiej grupy męczenników z okresu II wojny światowej.